# Thysanoessa longipes
Thysanoessa longipes (лат.) — вид морских ракообразных из отряда Euphausiacea. Они могут достигать 2,4 см в длину. Питаются диатомовыми водорослями, динофлагеллятами, щетинкочелюстными, ракообразными, иглокожими и детритом. Встречается в Арктике, Индо-Тихоокеанском регионе и Атлантическом океане, от тропических до полярных вод, на глубине от 0 до 1000 м. Охранный статус вида не оценивался, он безвреден для человека. Служат кормом рыбам Arctozenus risso, Magnisudis atlantica, Theragra chalcogramma, Pleurogrammus monopterygius, Diaphus theta, Stenobrachius leucopsarus, Scopelosaurus harryi, Glyptocephalus stelleri, Oncorhynchus gorbuscha и Oncorhynchus masou.